# Rans Designs
A Rans Designs, anteriormente chamada de Rans Inc. (com grafia comercial em maiúsculas como RANS), é uma fabricante americana de aeronaves e bicicletas com sede em Hays, Kansas, Estados Unidos. 
O nome da empresa é uma junção do nome e do sobrenome do fundador da empresa, Randy Schlitter. A Rans produziu mais de 3.000 aeronaves em forma de kit e como aeronave completa.

## Histórico
A Rans foi fundada em 1974 como um fabricante de triciclos a vela movidos a pedal e outros veículos terrestres a vela sem motor. Os primeiros triciclos a vela movidos a pedal foram o "Delta SX", o "Eagle 4", o "Windhawk" e o "Monorai". A empresa foi bem sucedida no mercado, produzindo mais de 1.500 triciclos de vela, e também em corridas. Até triciclos a vela movidos a pedal de dois lugares foram produzidos, como o "Rans Gemini". Os triciclos a vela da Rans foram usados por pessoas como o ávido marinheiro Bob Hope.
Depois de tentar voar de asa-delta e pensar em projetar um planador ultraleve, Schlitter voltou sua atenção para o projeto de um avião ultraleve. Insatisfeito com os primeiros ultraleves disponíveis, seu protótipo S-4 Coyote foi iniciado em novembro de 1982. Schlitter fundou uma nova empresa a Aero-Max, com o investimento de um amigo para produzir o S-4. O S-4 voou pela primeira vez em março de 1983, mas a empresa se desfez por questões financeiras e o projeto coube passou à Rans para ser produzido.
Schlitter continuou projetando novas aeronaves e em 2006 tinha 12 projetos estáveis em produção. Em 1 de junho de 2006, Schlitter encerrou a produção de muitos dos projetos para se concentrar no novo mercado de aeronaves esportivas leves. Em 2010, a linha consistia em seis projetos básicos de aeronaves.

## Aviões

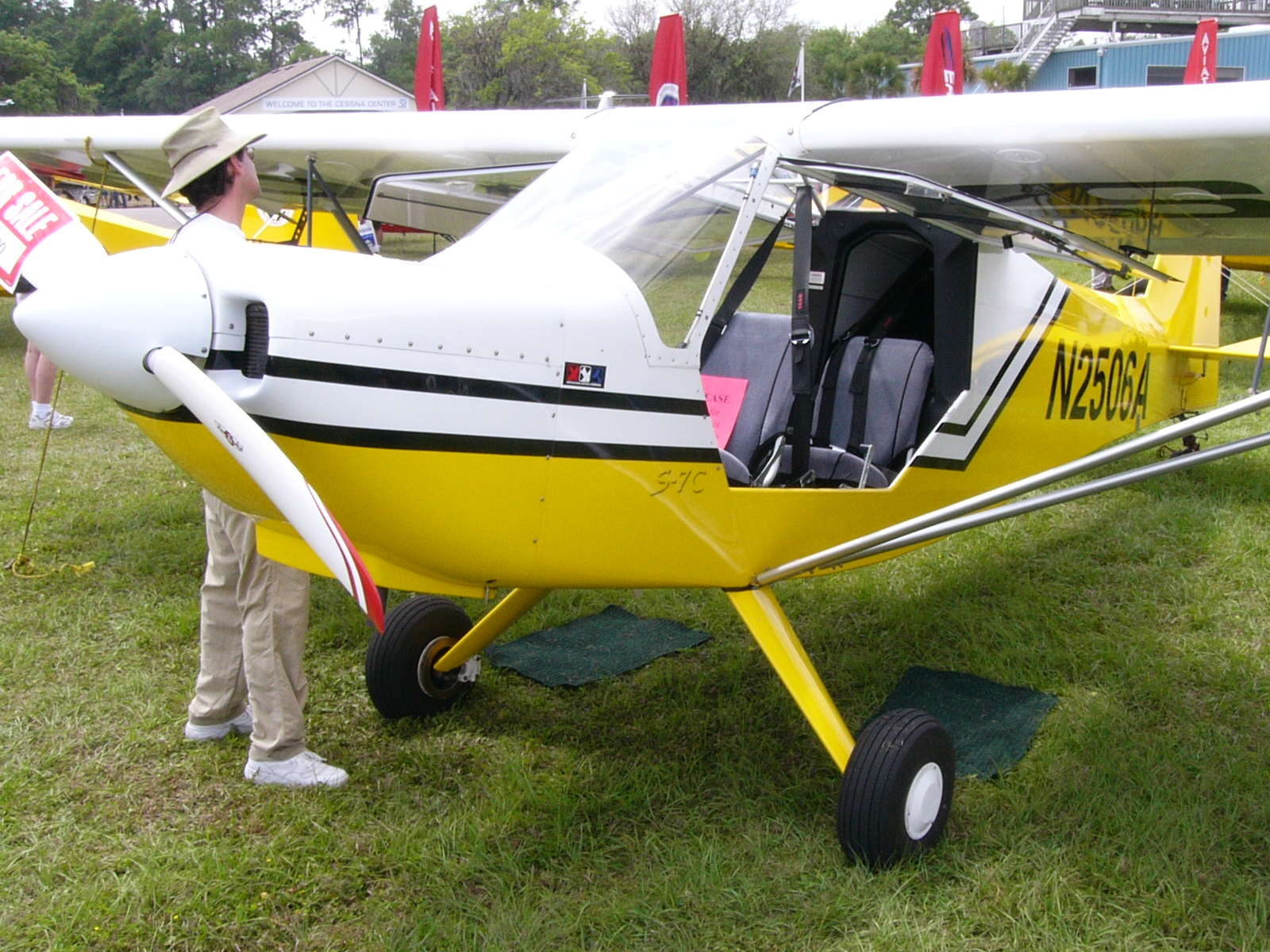
Rans S-7C Courier.

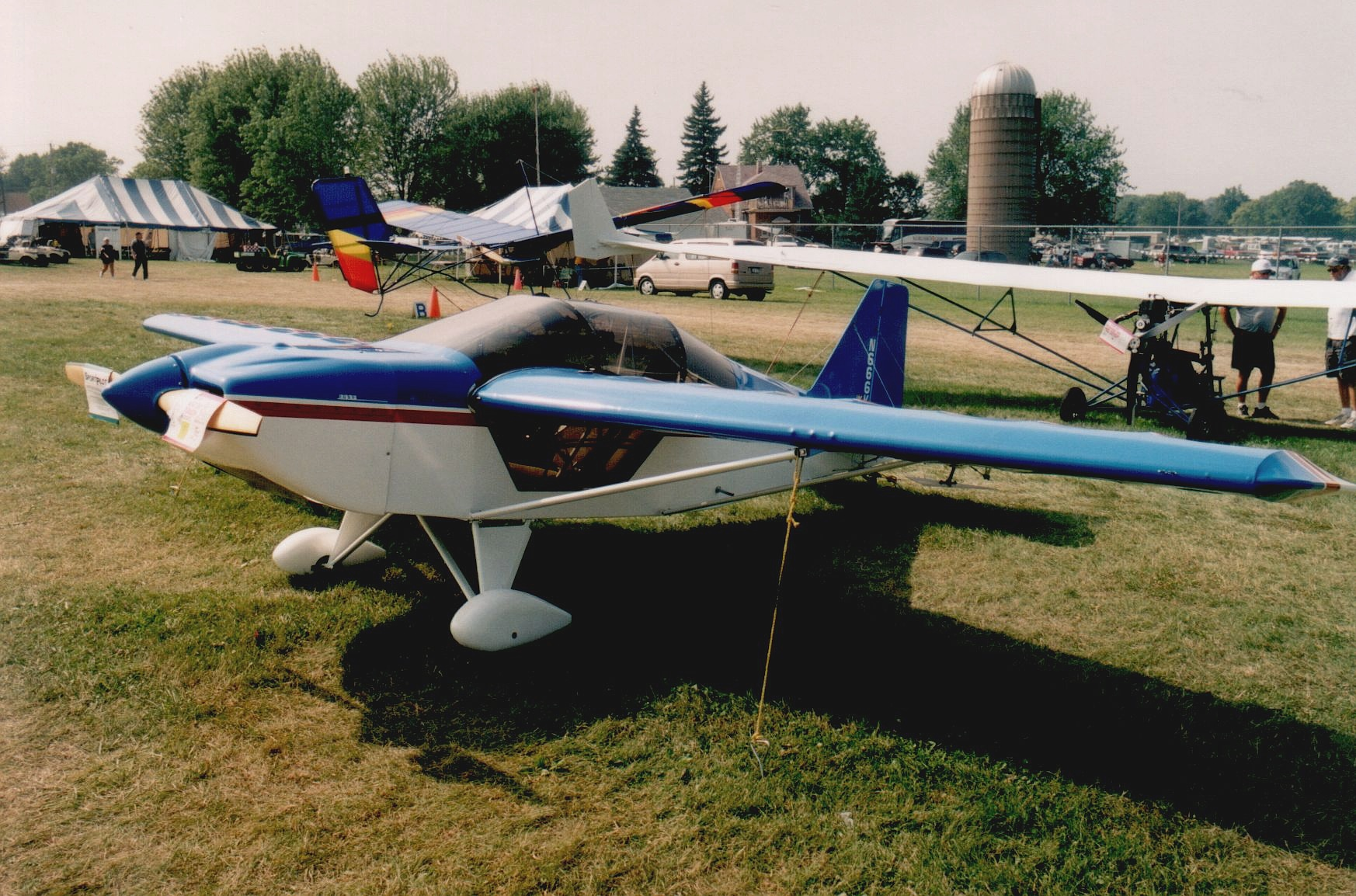
Rans S-10 Sakota.

| Nome                 | Primeiro voo | Quantidade (até)         | Tipo                                                                                       |
| -------------------- | ------------ | ------------------------ | ------------------------------------------------------------------------------------------ |
| Rans S-2 Coyote      | 1983         | 1                        | Ultraleve monoposto, de asa alta e trem de pouso convencional                              |
| Rans S-3 Coyote      | 1983         | 1                        | Ultraleve monoposto, de asa alta e trem de pouso convencional                              |
| Rans S-4 Coyote      | 1983         | 246 (Dezembro de 1998)   | Ultraleve monoposto, de asa alta e trem de pouso convencional                              |
| Rans S-5 Coyote      | 1983         | incluído no total do S-4 | Ultraleve monoposto, de asa alta e trem de pouso convencional                              |
| Rans S-6 Coyote II   | 1988         | 1.842 (Janeiro de 2008)  | Avião leve biposto, de asa alta e trem de pouso convencional                               |
| Rans S-7 Courier     | 1985         | 325 (Dezembro de 2007)   | Avião leve biposto, de asa alta e trem de pouso convencional                               |
| Rans S-9 Chaos       | 1986         | 129 (Dezembro de 1998)   | Ultraleve monoposto acrobático, de asa média e trem de pouso convencional                  |
| Rans S-10 Sakota     | 1988         | 147 (Dezembro de 1998)   | Avião leve biposto acrobático, de asa média e trem de pouso convencional                   |
| Rans S-11 Pursuit    | 1991         | 3 (protótipos apenas)    | Um corpo sustentante monoposto de asa baixa e trem de pouso triciclo                       |
| Rans S-12 Airaile    | 1990         | 1.000 (2006)             | Avião leve biposto, de asa alta e trem de pouso triciclo                                   |
| Rans S-14 Airaile    | 1991         | 125 (Dezembro de 2004)   | Ultraleve monoposto, de asa alta e trem de pouso triciclo                                  |
| Rans S-15 Pursuit II |              | Não construído           | Um corpo sustentante biposto de asa baixa e trem de pouso triciclo retrátil                |
| Rans S-16 Shekari    | 1994         | 22 (Dezembro de 2004)    | Avião leve biposto, de asa baixa e trem de pouso convencional ou triciclo                  |
| Rans S-17 Stinger    | 1996         | 38 (Dezembro de 2004)    | Ultraleve monoposto, de asa alta, cockpit aberto e trem de pouso convencional              |
| Rans S-18 Stinger II | 2000         | 30 (Dezembro de 2004)    | Ultraleve biposto de treinamento, de asa alta, cockpit aberto e trem de pouso convencional |
| Rans S-19 Venterra   | 2007         | 11 (Novembro de 2010)    | Avião esportivo leve biposto, de asa baixa e trem de pouso triciclo                        |
| Rans S-20 Raven      | 2013         | 1 (Janeiro de 2014)      | "Bush plane" esportivo leve biposto, de asa alta e trem de pouso convencional ou triciclo  |
| Rans S-21 Outbound   | 2017         | 1 (Maio de 2018)         | "Bush plane" esportivo leve biposto, de asa alta e trem de pouso convencional ou triciclo  |

## Bicicletas
| Verticais - Fusion - Fusion ST - Cruz - Dynamik - Citi - Street - Sequoia - Hammertruck - Zenetik - Alterra Road - Alterra Ti Road - Alterra - Alterra Ti - Alterra 29 - Alterra 700x - Mini | Reclinadas - V-Rex LE - Ti-Rex - Enduro 26 - Enduro Sport - F5 - F5 Pro - Formula LE - Stratus LE - Stratus XP - Stratus XP TI - Stratus XP ALl - Xstream - Xstream 26 - Xstream Team | Em tandem - Dynamic Duo - Screamer - Seavo De trilha - Trizard |

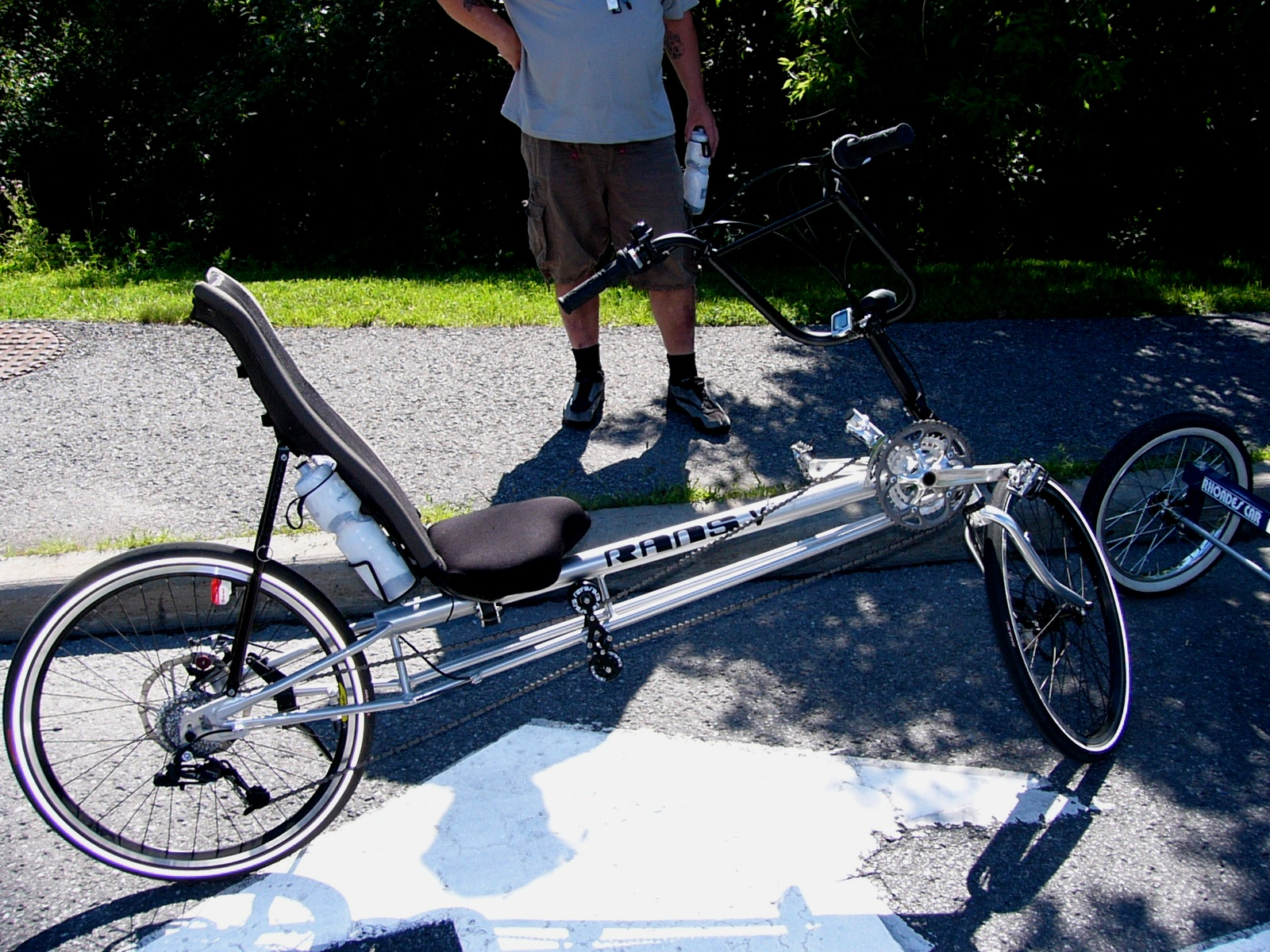
Bicicleta reclinada Rans V.

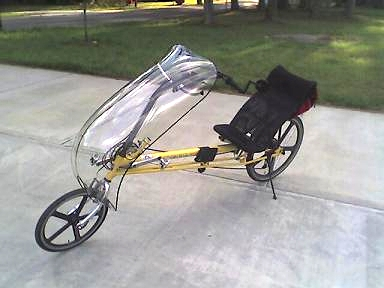
Bicicleta reclinada Rans V2 Formula
com parabrisa.

A Rans também ficou conhecida como fabricante de bicicletas verticais e reclinadas. Em 2011, a linha de bicicletas incluía 16 modelos de bicicletas verticais com, 14 reclinadas, três tandems e um triciclo delta.
Em fevereiro de 2015 Schlitter repassou o negócio de bicicletas para Jerrell Nichols e sua esposa que mais tarde assumiram todo o passivo de estoque e passaram a comercializar seus próprios modelos sob a marca "PHOENIX BIKE WRX" além de dar suporte para os modelos antigos.